# Trò chơi năm 2005
Trang này liệt kê các board game, trò chơi thẻ bài, wargame, trò chơi mô hình thu nhỏ, và trò chơi nhập vai tabletop xuất bản năm 2005.  Đối với trò chơi điện tử, xem 2005 Trò chơi điện tử năm.

## Trò chơi phát hành hoặc phát minh năm 2005
- Arkham Horror (phiên bản gốc phát hành năm 1987 bởi Chaosium)
- Anachronism
- Australia: Aufbruch ins Abenteuer
- Axis & Allies Miniatures
- Bonaparte at Marengo
- Breakscore
- Capes (trò chơi nhập vai)
- Case Closed Trading Card Game
- Caylus
- ChiZo Rising
- Codename: Kids Next Door Trading Card Game
- Cyberpunk V3 (trò chơi nhập vai)
- d20 Apocalypse (phần bổ sung trò chơi nhập vai)
- d20 Past (phần bổ sung trò chơi nhập vai)
- Dark Millennium
- Dawning Star (trò chơi nhập vai)
- Descent: Journeys in the Dark
- Diamant
- Diceland: Cyburg
- Diceland: Dragons
- Dragon Booster Trading Card Game
- EcoFluxx
- EinStein würfelt nicht
- Epic Battles
- Euphrates and Tigris Card Game
- Federation Commander: Klingon Border
- Family Fluxx
- Fjords
- Fullmetal Alchemist Trading Card Game
- Gundam War Collectible Card Game
- GURPS Infinite Worlds
- Hecatomb (trò chơi thu thập thẻ bài)
- Hollyworld (trò chơi nhập vai)
- Infinite Armies
- Key Largo
- Khet: The Laser Game
- The Nightmare Before Christmas Trading Card Game
- Panzer Grenadier: Eastern Front
- Panzer Grenadier: Road to Berlin
- Parthenon: Rise of the Aegean
- Pimp: The Backhanding
- PÜNCT
- RoboRally (phiên bản thứ hai)
- Rocketmen: Axis of Evil
- Saganami Island Tactical Simulator
- Serenity (trò chơi nhập vai)
- Shadows Over Camelot
- Sleeping Queens
- Sonic X Trading Card Game
- Starship Troopers: The Roleplaying Game
- Ticket to Ride Europe
- TransEuropa
- Truth & Justice (trò chơi nhập vai)
- Tsuro
- Twilight Imperium (phiên bản thứ ba, phiên bản đầu tiên phát hành năm 1998)
- Twilight Struggle
- Usagi Yojimbo Role-Playing Game
- Vegas Showdown
- WARMACHINE Apotheosis
- Weapons of the Gods (trò chơi nhập vai)
- Werewolf: The Forsaken (trò chơi nhập vai)
- World of Warcraft: The Board Game
- Xiaolin Showdown Trading Card Game
- Zatch Bell! The Card Battle

## Giải thưởng trò chơi được trao năm 2005
- Game of the Year and Gamers Choice for Best Miniatures (Origins Awards): WARMACHINE Apotheosis
- Games: Australia

## Chết
| Ngày        | Tên                     | Tuổi | Chức vụ                                                          |
| ----------- | ----------------------- | ---- | ---------------------------------------------------------------- |
| 2 tháng 1   | Frank Kelly Freas       | 82   | Nhà vẽ minh họa                                                  |
| 9 tháng 3   | Redmond A. Simonsen     | 62   | nhà thiết kế wargame                                             |
| 11 tháng 3  | Karen Wynn Fonstad      | 59   | nhà vẽ bản đồ thế giới ảo                                        |
| 12 tháng 3  | Edward E. Simbalist     | 61   | Nhà thiết kế trò chơi nhập vai, đồng sáng lập Chivalry & Sorcery |
| 6 tháng 6   | David C. Sutherland III | 56   | Nhà vẽ minh họa, nổi tiếng khi làm việc trong Dungeons & Dragons |
| 26 tháng 10 | Keith Parkinson         | 47   | Nhà vẽ minh họa, nổi tiếng khi làm việc trong Dungeons & Dragons |